# Rafael Larreina
Rafael Larreina Valderrama (Vitoria, 19 de mayo de 1956) es un político español, perteneciente al partido independentista vasco Eusko Alkartasuna (EA).

## Biografía
Nació el 19 de mayo de 1956 en Vitoria, en el seno de una familia trabajadora. Su padre había sido conductor mecánico de bomberos y uno de los cuatro primeros conductores de los autobuses urbanos de la ciudad, y durante la Guerra Civil fue aviador de la República y sufrió exilio en Francia, donde estuvo recluido en los campos de Argelès-sur-Mer y en Gurs, y de vuelta a España sufrió el internamiento en el campo de concentración franquista de la playa de la Magdalena de Santander y fue sometido a consejo de guerra. La familia de su madre en los comienzos de la guerra de 1936 formó parte de los grupos que escondieron a líderes del Partido Nacionalista Vasco que eran perseguidos por el régimen franquista.
Estudió Económicas en la Universidad del País Vasco y postgrado en el IESE. Fue miembro activo de los movimientos estudiantiles de los últimos años de franquismo y primeros de la Transición, siendo elegido en varias ocasiones representante de los estudiantes en la Junta de Facultad. También en esa época se declaró objetor de conciencia negándose a cumplir el servicio militar obligatorio y participó, activamente durante más de una década, en los movimientos de objeción de conciencia e insumisión contra el servicio militar obligatorio (SMO) o conscripción.
Su labor profesional se inició como corresponsal en el País Vasco de la revista Actualidad Económica (1978-1981), de donde pasó a dirigir el Departamento de Información Económica y Prensa en SEA Empresarios Alaveses (1982-1989) hasta su incorporación a la política activa como parlamentario vasco. Desde julio del 2009 a diciembre de 2011 fue director-gerente en RALAVA Consultores de Comunicación SL.
También ha desarrollado una larga trayectoria asociativa perteneciendo a grupos como la Asociación Cultural Hegoalde, la Real Sociedad Bascongada de Amigos del País, el Club de Montaña Vitoria, la Asociación Internet-Euskadi (asociación de internautas vascos) y Greenpeace.
Es también católico practicante y miembro numerario de la prelatura del Opus Dei en una de cuyas casas ha vivido y donde ha ocupado cargos de dirección.

## Trayectoria política
Ha realizado toda su actividad política dentro de Eusko Alkartasuna, formación de la que fue uno de sus impulsores y formó parte de su primera ejecutiva nacional provisional, en septiembre de 1986 hasta el primer congreso fundacional de marzo de 1987. En el segundo congreso del partido (abril de 1989) se incorporó a la ejecutiva nacional como responsable de la secretaría de Comunicación, y desde entonces ha formado parte de las sucesivas ejecutivas del partido como vicesecretario general, Secretario de organización, secretario de Política Institucional y, desde junio de 2009, como secretario de Política Económica y Fiscal. Fue miembro del Parlamento Vasco desde 1990 hasta 2009, perdiendo su escaño por un voto en las elecciones de ese año, en las que era cabeza de lista de EA por Álava. En las legislaturas 1998-2001, 2001-2005 y 2005-2009 fue el coordinador del grupo parlamentario de EA. En la última de dichas legislaturas fue vicepresidente segundo del Parlamento Vasco. 
En el Parlamento Vasco desarrolló su trabajo en la Comisión de Derechos Humanos, donde denunció vulneraciones de derechos humanos, impulsó la adopción de medidas para evitar la tortura en los procesos de detención y fue uno de los ponentes en la Ley de "Reconocimiento y Reparación a las Víctimas del Terrorismo", en la Comisión de Industria y Energía, en la de Economía y Hacienda y en la de Control de los medios públicos de comunicación del País Vasco. En la VII Legislatura formó parte también de la ponencia de la Propuesta de Estatuto Político de la Comunidad de Euskadi, el conocido como Plan Ibarretxe. 
Formó parte también del equipo municipal del alcalde de Vitoria, José Ángel Cuerda, entre 1987 y 1990, como miembro del Consejo de Administración de la Sociedad Municipal de Renovación del casco histórico de Vitoria.
Como representante de Eusko Alkartasuna fue uno de los firmantes del Pacto de Estella.
Tras las elecciones generales de 2011, en las que figuró como número dos por la coalición Amaiur por Guipúzcoa, fue elegido diputado. En el Congreso de los Diputados fue portavoz del Grupo Mixto en la Comisión de Economía y Competitividad y portavoz adjunto en la Comisión Constitucional. Cesó en el cargo al acabar la X legislatura el 27 de octubre de 2015. En las elecciones generales de 2015 figuraba en el segundo puesto de la candidatura de EH Bildu por Guipúzcoa, pero no logró ser elegido en esta circunscripción.